# Nacional'na Suspil'na Teleradiokompanija Ukraïny
Nacional'na Suspil'na Teleradiokompanija Ukraïny A.T. (in ucraino Національна суспільна телерадіокомпанія України?), nota semplicemente come Suspil'ne Movlennja (in ucraino Суспільне мовлення?) o Suspil'ne (in ucraino Суспільне?), è una società pubblica interamente controllata dal governo ucraino e principale emittente radiotelevisiva in Ucraina. Fino al 2023 la società era conosciuta anche attraverso gli acronimi NSTU e UA:PBC.
Nacque nel 2017 dall'accorpamento delle due precedenti emittenti pubbliche del paese, ossia la Nacional'na Telekompanija Ukraïny (NTU) e la Nacional'na Ukraïns'ke Radio (NUR). Sin dalla sua fondazione è membro dell'Unione europea di radiodiffusione (UER), per conto della quale ha organizzato l'Eurovision Song Contest 2017.
Nel 2018 l'azienda ha interrotto le trasmissioni che utilizzano il segnale analogico nel paese a seguito della forte crisi finanziaria che sta colpendo l'azienda, dovuta ai tagli governativi applicati. Il segnale analogico, che anche in Ucraina sta venendo sostituito da quello digitale, serve circa il 40% della popolazione.
Gestisce due emittenti televisive nazionale, ossia Peršyj e Suspil'ne Kul'tura, e quattro emittenti radiofoniche, ossia Suspil'ne Ukraïns'ke radio, Suspil'ne Radio Promin', Suspil'ne Radio Kul'tura e Radio Ukraine International.

## Storia
Le trasmissioni radiofoniche in Ucraina iniziarono alle 19:00 del 16 novembre 1924 da Charkiv, allora capitale della Repubblica Socialista Sovietica Ucraina, con la trasmissione del primo messaggio:
Nel 1933 fu istituito il Comitato statale per le trasmissioni televisive e radiofoniche della RSS Ucraina, direttamente dipendente dal Consiglio dei ministri dell'Unione Sovietica.

## Attività

### Televisione
Suspil'ne gestisce tre emittenti televisive nazionali, ossia Peršyj, Suspil'ne Sport e Suspil'ne Kul'tura, a cui si aggiungono i canali regionali:
- Suspil'ne Charkiv
- Suspil'ne Cherson
- Suspil'ne Chmel'nyc'kyj
- Suspil'ne Čerkasy
- Suspil'ne Černihiv
- Suspil'ne Černivci
- Suspil'ne Dnipro
- Suspil'ne Donbas

- Suspil'ne Ivano-Frankivs'k
- Suspil'ne Kyïv
- Suspil'ne Kropyvnyc'kyj
- Suspil'ne Krym
- Suspil'ne Luc'k
- Suspil'ne L'viv
- Suspil'ne Mykolaïv
- Suspil'ne Odesa

- Suspil'ne Poltava
- Suspil'ne Rivne
- Suspil'ne Sumy
- Suspil'ne Ternopil'
- Suspil'ne Vinnycja
- Suspil'ne Užhorod
- Suspil'ne Zaporižžja
- Suspil'ne Žytomyr

### Radio
Gestisce tre emittenti radiofoniche nazionali, ossia Ukraïns'ke radio, Radio Promin' e Radio Kul'tura, e una radio internazionale, ossia Radio Ukraine International. Ad esse si aggiungono le 23 emittenti radiofoniche regionali:
- Pos'
- Pul's
- Tisa
- Radio Bukovyna
- Radio Charkiv
- Radio Cherson
- Radio Černihivs'ka chvylja
- Radio Dnipro

- Radio Donbas
- Radio Golos Kyzva
- Radio Karpaty
- Radio Kropyvnyc'kyj
- Radio L'viv
- Radio Luc'k
- Radio Mykolaïv
- Radio Odesa

- Radio Podillja-centr
- Radio Poltava
- Radio Rivne
- Radio Sumy
- Radio Ternopil'
- Radio Užhorod
- Radio Zaporižžja
- Radio Žytomyrs'ka chvylja

## Struttura
Suspil'ne è suddivisa in 23 direzioni regionali:
- Direzione centrale[5]
- Direzione regionale di Charkiv
- Direzione regionale di Cherson
- Direzione regionale di Chmel'nyc'kyj
- Direzione regionale di Čerkasy
- Direzione regionale di Černivci
- Direzione regionale di Černihiv
- Direzione regionale di Dnipro

- Direzione regionale del Donbass
- Direzione regionale di Ivano-Frankivs'k
- Direzione regionale di Kirovohrad
- Direzione regionale di Leopoli
- Direzione regionale di Mykolaïv
- Direzione regionale di Odessa
- Direzione regionale di Poltava
- Direzione regionale di Rivne

- Direzione regionale di Sumy
- Direzione regionale di Ternopil'
- Direzione regionale della Transcarpazia
- Direzione regionale di Vinnycja
- Direzione regionale della Volinia
- Direzione regionale di Zaporižžja
- Direzione regionale di Žytomyr

## Governance e dirigenza

### Come Nacional'na Telekompanija Ukraïny (NTU)

#### Presidenti (1995-2010)
| Nome               | dal              | al               | Note            |
| ------------------ | ---------------- | ---------------- | --------------- |
| Oleksandr Savenko  | 1º giugno 1995   | 21 agosto 1996   |                 |
| Zynovij Kulyk      | 21 agosto 1996   | 18 novembre 1996 | Ad interim      |
| Viktor Lešyk       | 18 novembre 1996 | 1º ottobre 1998  |                 |
| Mykola Knjažyc'kyj | 5 ottobre 1998   | 17 novembre 1998 |                 |
| Zynovij Kulyk      | 17 novembre 1998 | 21 giugno 1999   |                 |
| Oleksandr Savenko  | 21 giugno 1999   | 15 luglio 1999   | Ad interim      |
| Vadym Dolhanov     | 16 luglio 1999   | 19 novembre 2001 |                 |
| Ihor Storožuk      | 19 novembre 2001 | 28 marzo 2003    |                 |
| Oleksandr Savenko  | 28 marzo 2003    | 25 febbraio 2005 | Secondo mandato |
| Taras Stec'kiv     | 25 febbraio 2005 | 8 settembre 2005 |                 |
| Vitalij Dokalenko  | 27 ottobre 2005  | 18 febbraio 2008 |                 |
| Vasyl' Ilaščuk     | 25 febbraio 2008 | 17 marzo 2010    |                 |

#### Direttori generali (2010-2016)
| Nome                    | dal              | al               | Note       |
| ----------------------- | ---------------- | ---------------- | ---------- |
| Jehor Bemkendorf        | 17 marzo 2010    | 20 febbraio 2013 |            |
| Oleksandr Pantelejmonov | 20 febbraio 2013 | 24 marzo 2014    | Ad interim |
| Zurab Alasanija         | 25 marzo 2014    | 1º novembre 2016 |            |

### Come Nacional'na Suspil'na Teleradiokompanija Ukraïny (UA:PBC/Suspil'ne)

#### Presidenti del consiglio di amministrazione (2017-presente)
| Nome                | dal             | al             | Note             |
| ------------------- | --------------- | -------------- | ---------------- |
| Hanna Byčok         | 18 gennaio 2017 | 13 maggio 2017 | Facente funzioni |
| Zurab Alasanija     | 13 maggio 2017  | 24 giugno 2019 | [ N 1 ]          |
| Mykola Černotyc'kyj | 10 maggio 2019  | 30 giugno 2019 | Facente funzioni |
| Zurab Alasanija     | 1º luglio 2019  | 26 aprile 2021 |                  |
| Mykola Černotyc'kyj | 27 aprile 2021  | in carica      |                  |